# Château de Villeneuve-le-Roi
Le château de Villeneuve-le-Roi est un château disparu, qui était situé sur la commune de Villeneuve-le-Roi. 

## Histoire

### Avant le XVIIe siècle
Au XIIe siècle, des moines défricheurs s'installent sur le site particulièrement boisé et créent le village appelé Villa Nova. À cette époque, les terres de Villeneuve-le-Roi sont possession de l'abbaye Saint-Victor. 
Le premier propriétaire de Villeneuve-le-Roi semble être Jean d'Ays à qui les terres sont données par le roi Philippe le Bel. Cédé un temps à l'ordre des Chartreux, le domaine est acheté en 1596 par Matthieu Marcel, qui devient premier seigneur de Villeneuve.

### Au XVIIe siècle

#### Le château
Au tout début du XVIIe siècle, Guillaume du Vair entreprend la construction d'un premier château. En mourant en 1621, il lègue les biens de la seigneurie à sa sœur Antoinette du Vair, veuve Alleaume. C'est ensuite la fille de cette dernière, Françoise Alleaume, femme de Jacques Ribier, qui recueille la succession, sous réserve que ladite terre revienne à l'un de ses fils, à charge pour lui d'ajouter au sien le nom de du Vair ainsi que ses armes. C'est alors que nous voyons apparaître comme possesseur de la seigneurie Jacques Ribier du Vair Alleaume, Conseiller du roi au Parlement, Conseiller aux Requêtes qui conserva les biens jusqu'en 1683, date à laquelle Claude Le Peletier s'en rend acquéreur. Haut personnage de l'État (puisqu'il est le successeur de Colbert pour la gestion des finances de Louis XIV), il termine la construction de ce qui sera le château Le Pelletier, en 1704. Le domaine reste dans la même famille jusqu'en 1734.
On accédait au domaine depuis la grande avenue de Villeneuve, qui montait de Choisy vers le château. Sur la droite en montant se découvrait le château d'Orly. Le vestibule servait d'antichambre aux appartements du rez-de-chaussée.
À gauche en entrant se trouvait l'appartement de Le Pelletier. Il se composait d'une chambre donnant sur le parterre principal, d'un cabinet d'angle donnant sur le parterre et la vue sur la Seine, ainsi que d'une "bibliothèque en galerie", constituée par le ministre. Cette galerie « était ornée de livres et des portraits d'un grand nombre de savans personnages ».

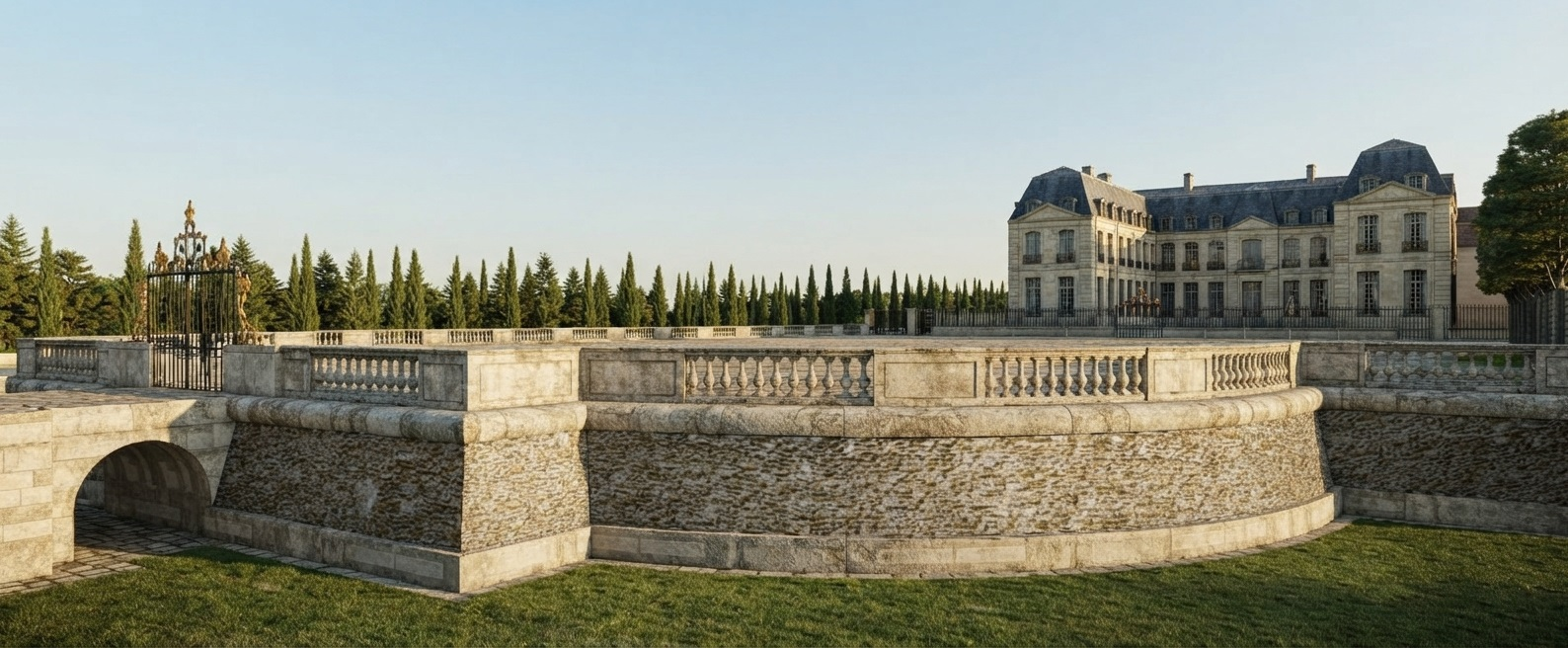
Le château de Villeneuve-le-Roi depuis l'entrée, vers 1710
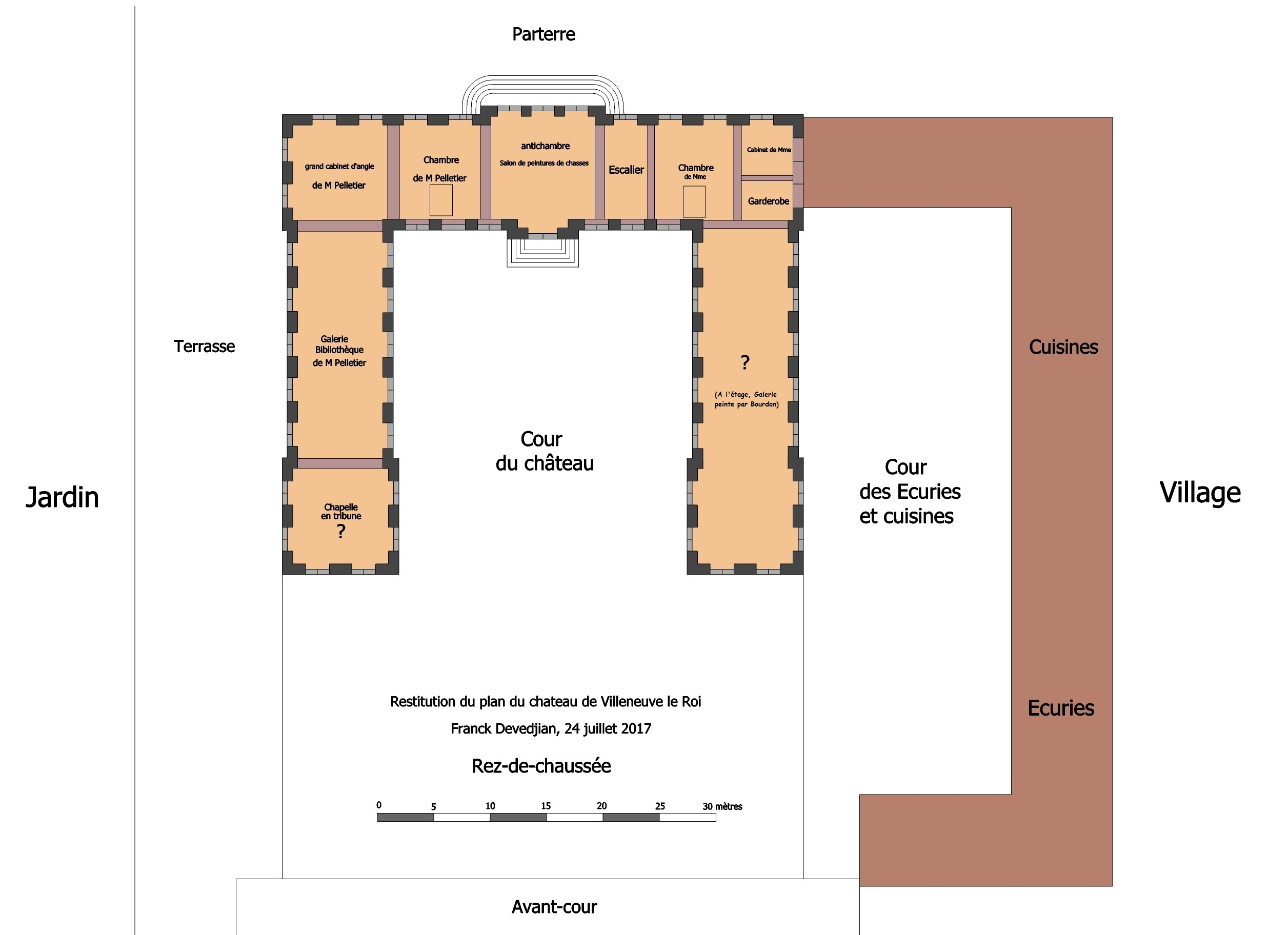
Restitution du plan du rez-de-chaussée du château de Villeneuve le Roi.

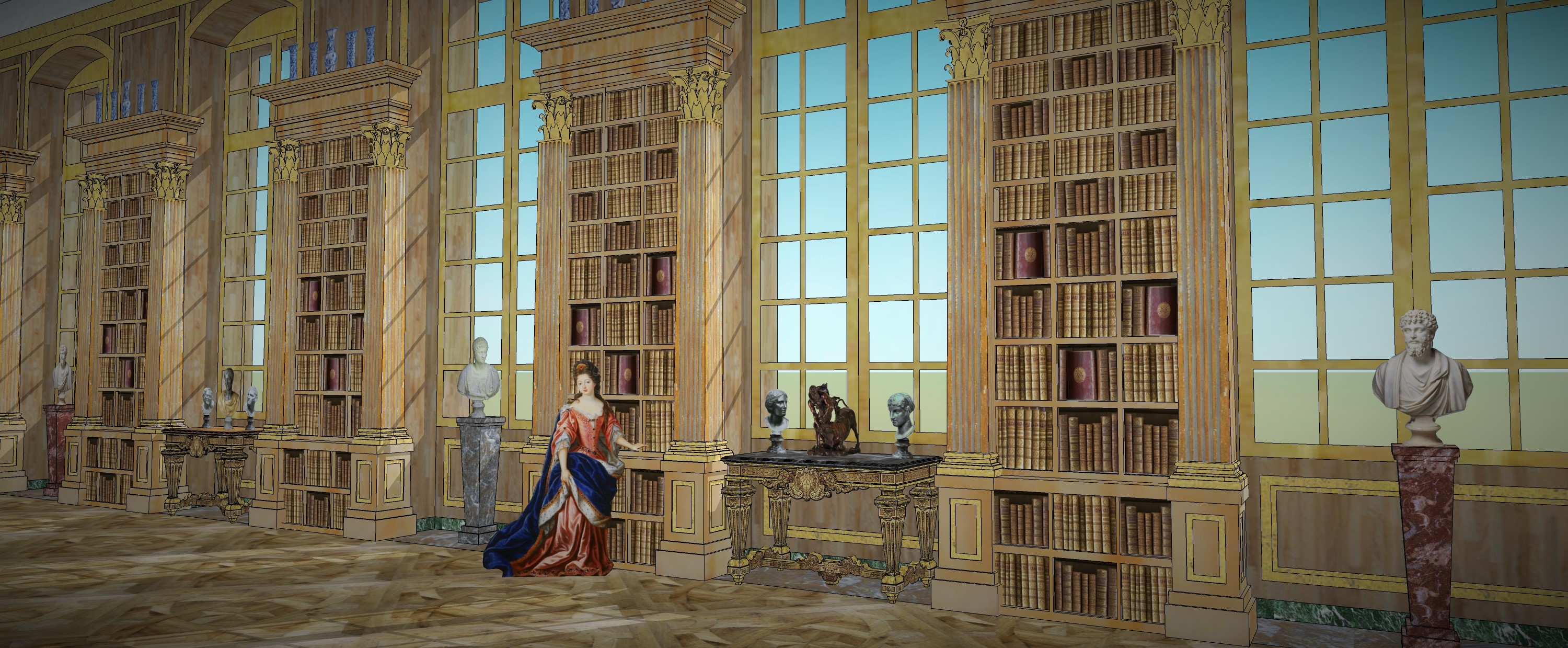
Évocation 3D de la "bibliothèque en galerie" située au rez-de-chaussée du château de Villeneuve-le-Roi, vers 1710.
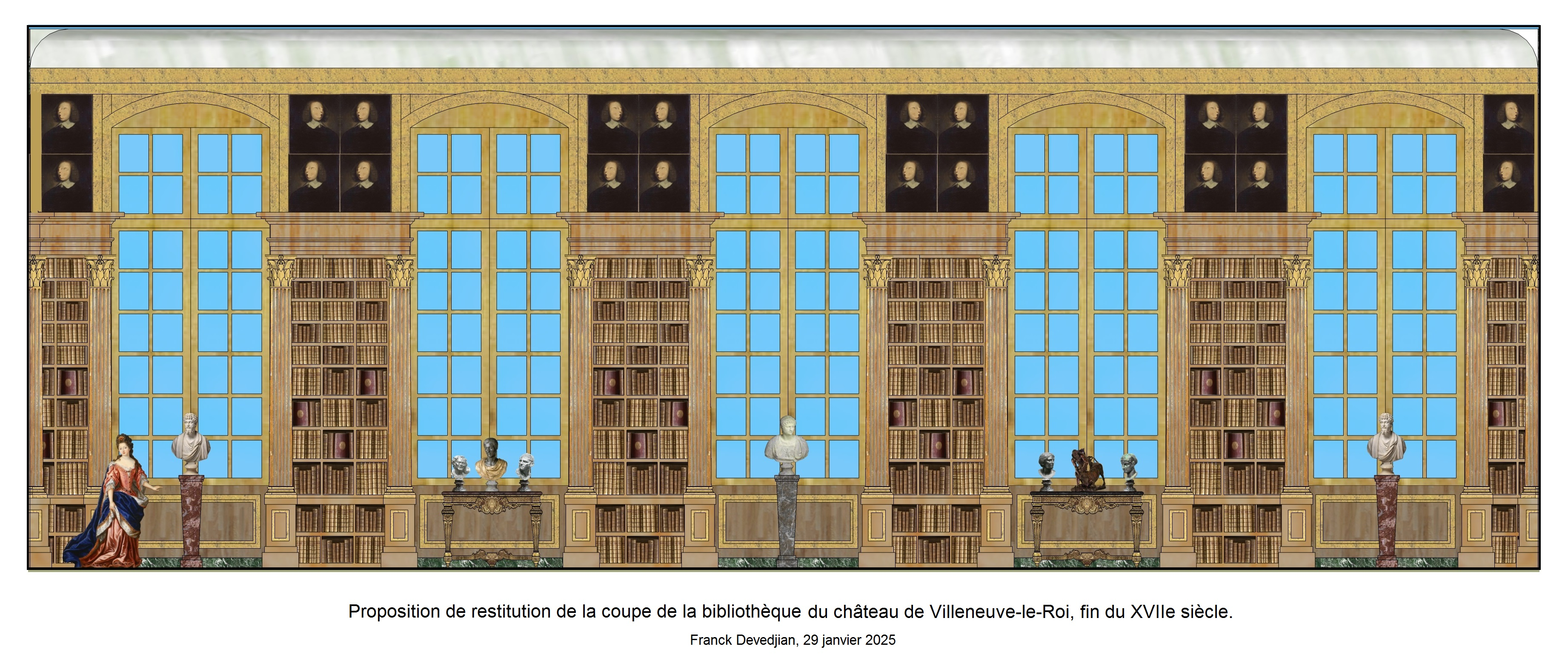
Proposition de restitution de la coupe de la bibliothèque du château de Villeneuve-le-Roi, fin du XVIIe siècle.

#### Les jardins
Les jardins sont embellis par Claude Le Peletier avec magnificence. À ce titre, la grande perspective de Villeneuve est un chef-d’œuvre méconnu d'André Le Nostre. Louis XIV apprécie beaucoup les jardins de Villeneuve, dont les points de vue dégagés lui rappellent Versailles.
Du salon d'en bas, l'on descendait dans un parterre orné de fleurs et d'arbustes. Une belle terrasse régnait à main droite, et un grand bassin d'eaux jaillissantes ornait le milieu du parterre principal. Ensuite se trouvait sur la gauche une autre terrasse qui avait deux cent toises de long, et qui étalait "les plus grandes beautés de Ville-Neuve". L'axe principal des jardins était perpendiculaire à la terrasse du château, pour offrir la vue sur la Seine à 180 degrés.

##### La grande perspective de Villeneuve

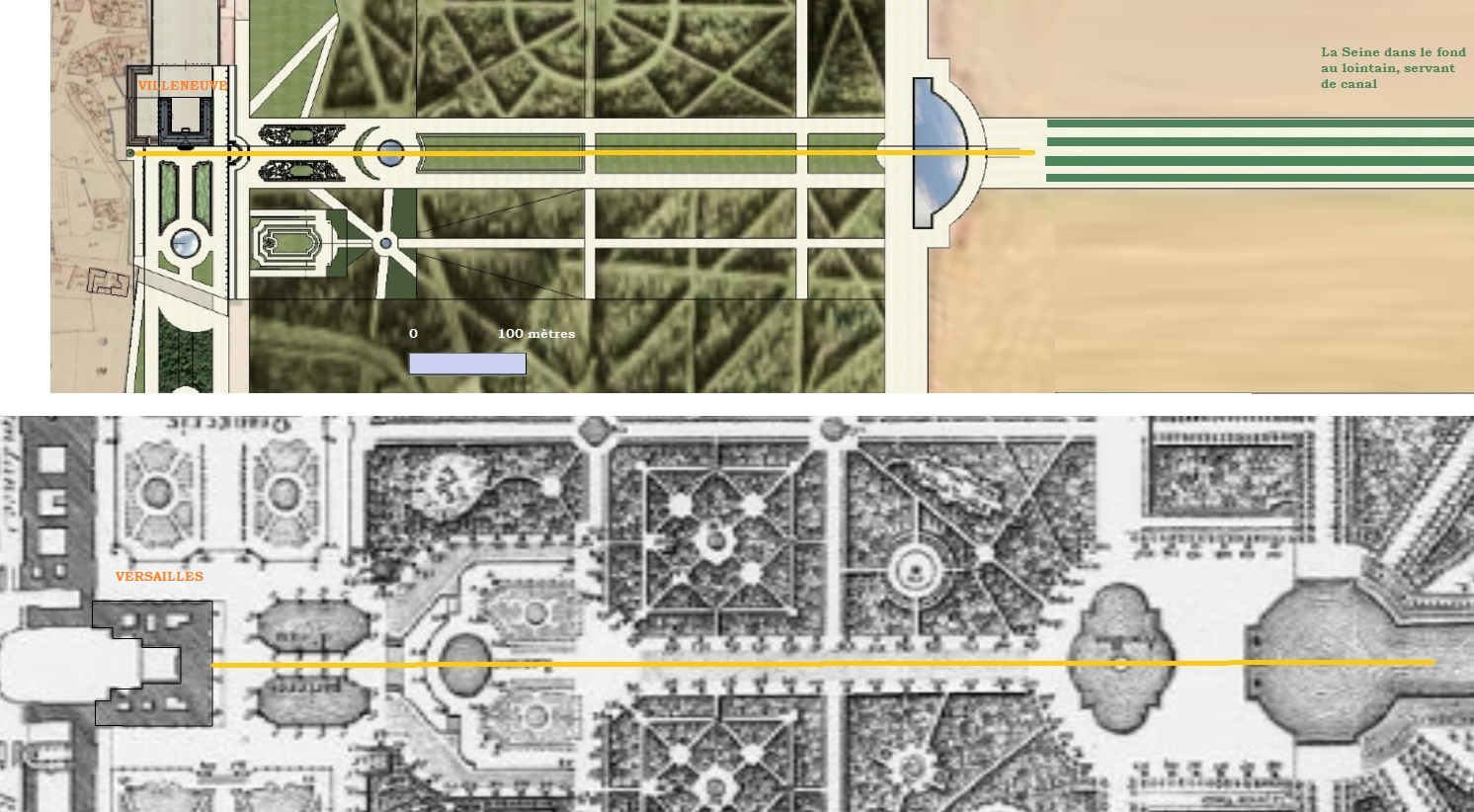
Comparaison à la même échelle des perspectives de Villeneuve et de Versailles

Cet axe somptueux n'a pu être réalisé que par le génie d'André Le Nostre. En effet, il était d'une grande subtilité, ainsi que les images de la modélisation 3D ci-après le prouvent et l'explicitent. 
L'échelle de la grande perspective de Villeneuve est comparable à celle des jardins de Versailles. Mais à Versailles, il n'y avait pas de fleuve, il a donc fallu creuser le Grand canal. À Villeneuve, au contraire, la Seine qui faisait une boucle autour du site servait de canal au lointain, ce qui était un atout considérable pour le site, et la vue depuis le château sur les lointains. 
En sortant du château, si on se plaçait sur la terrasse supérieure, on ne voyait que la grille du bout du parc. Puis en avançant vers l'escalier principal, on découvrait un beau parterre, un tapis vert, un grand bassin au fond, une allée monumentale et la Seine au fond. 
Ensuite, en avançant au bout du parterre se découvrait par surprise un bassin, en dessous d'une bande de gazon circulaire. Cette pièce d'eau  n'était pas visible depuis le début de la promenade, et se découvrait par surprise. Elle prenait pour modèle le bassin de Latone à Versailles. 
Vues en descendant

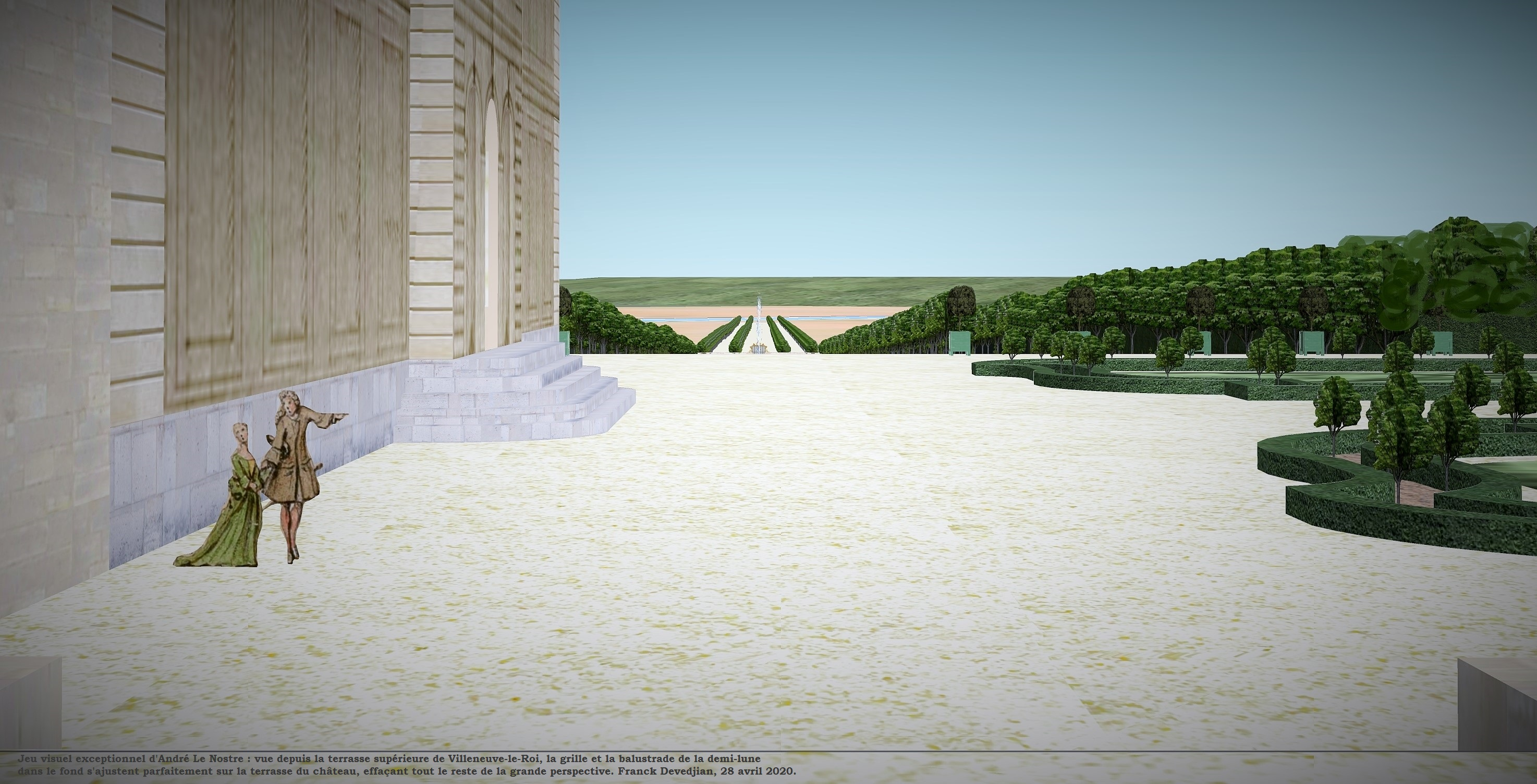
Vue depuis la terrasse supérieure de Villeneuve, avec le jeu visuel de la demi-lune et de la grille, vers 1710
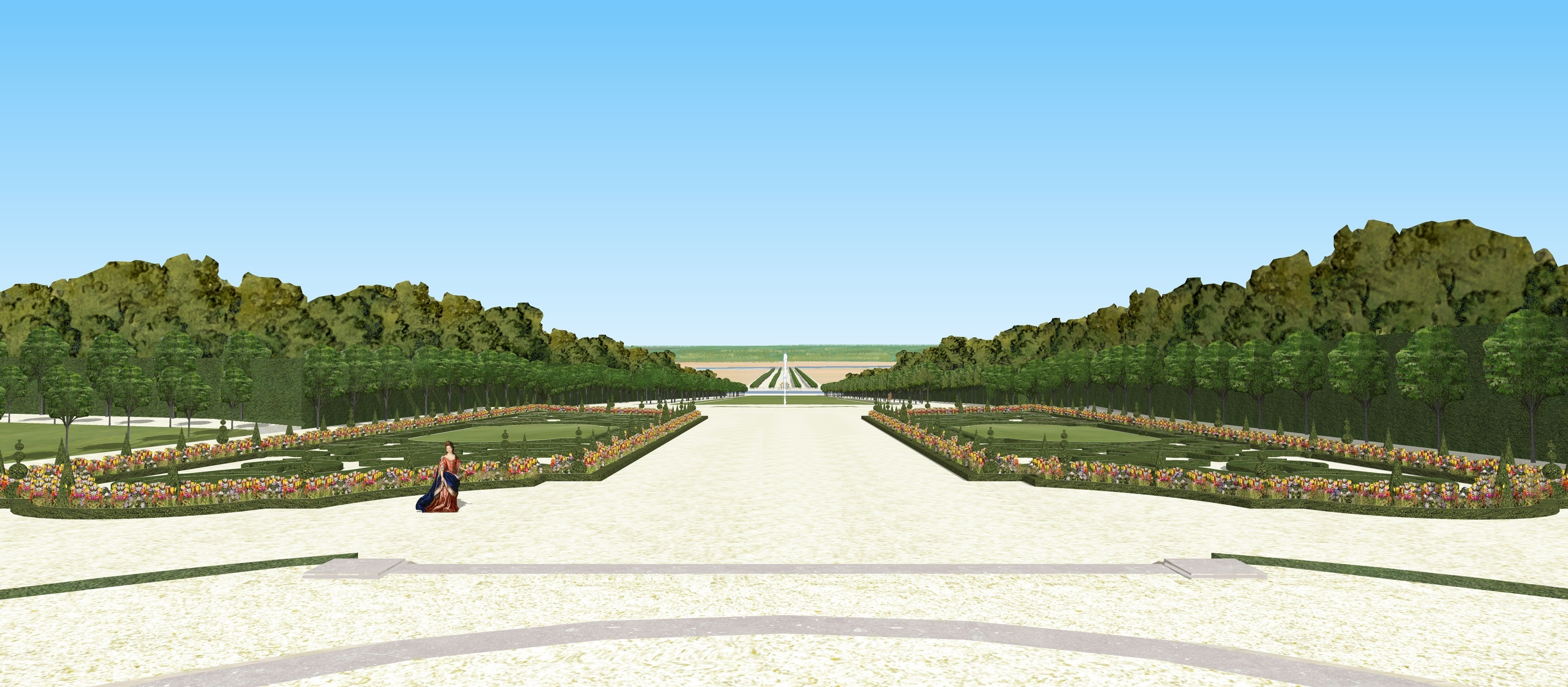
Vue sur la perspective de Villeneuve depuis l'escalier, à gauche en sortant du château vers 1710
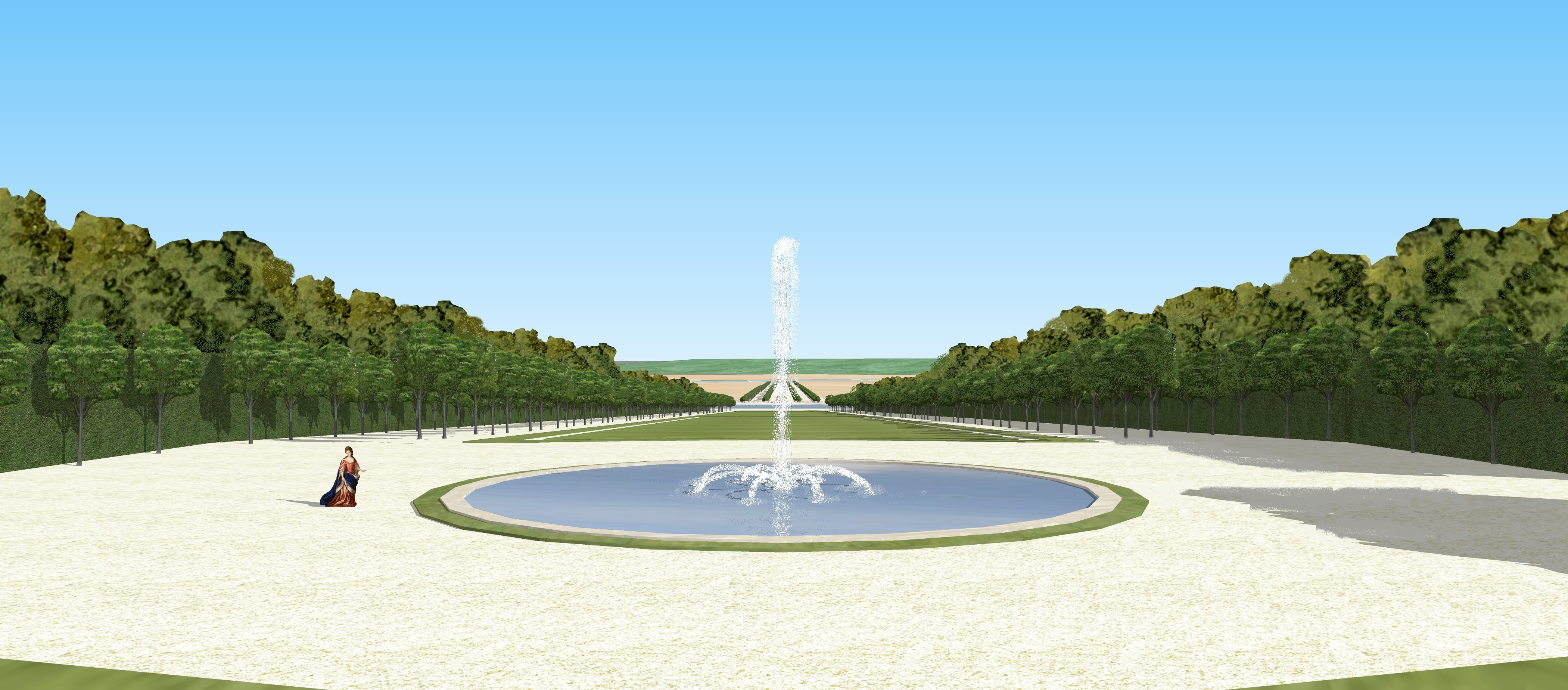
Vue depuis le bout du parterre sur le bassin et la perspective de Villeneuve-le-Roi, vers 1710

Le promeneur descendait ensuite l'une des deux allées latérales du tapis vert, dans un espace clos de part et d'autre par des allées d'arbres. Puis, au bout, il arrivait dans un espace ouvert, devant la grande pièce d'eau de la demi-lune, avec un grand jet. Au centre de cette demi-lune était placée une grille qui permettait l'accès à l'allée centrale reliant Villeneuve à la Seine. 

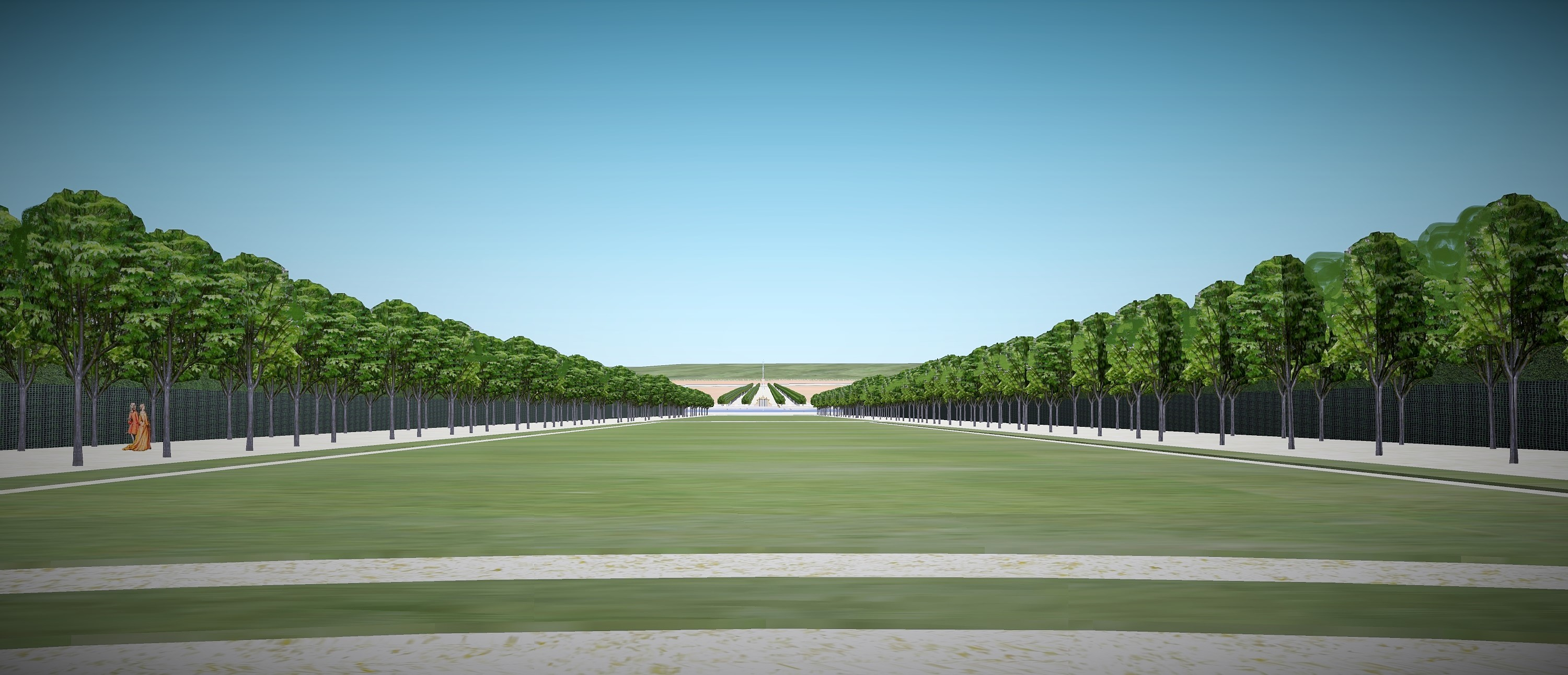
Vue depuis le tapis vert sur la perspective de Villeneuve-le-Roi, vers 1710
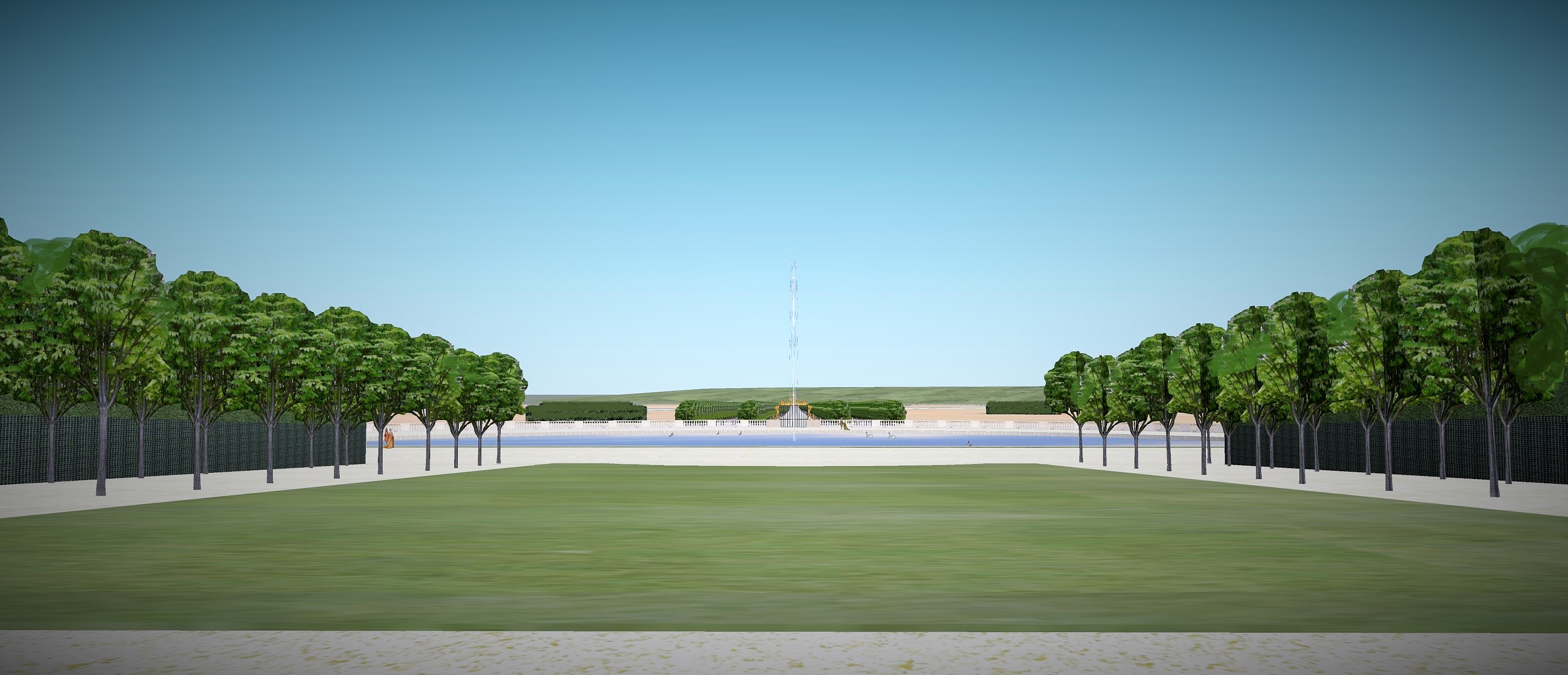
Autre vue plus basse depuis le tapis vert sur la perspective de Villeneuve-le-Roi, vers 1710
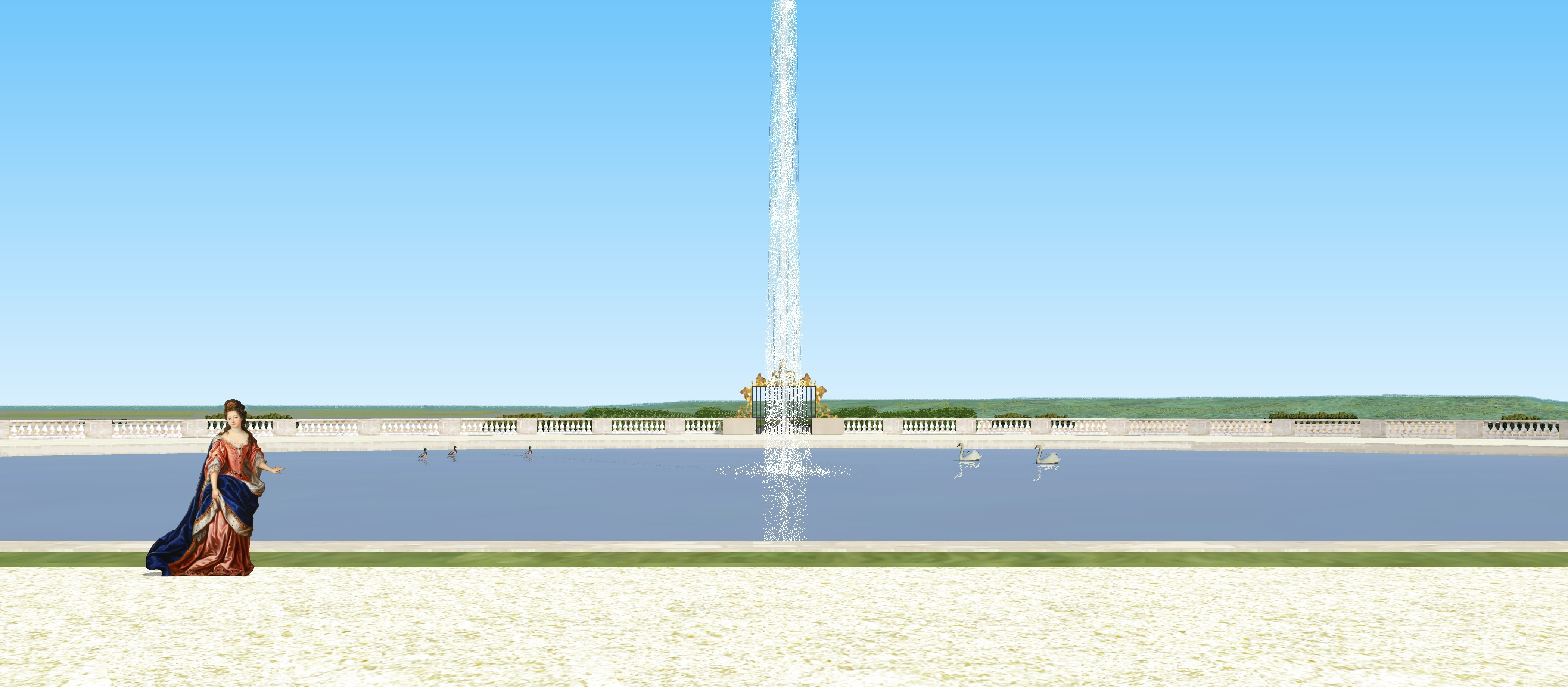
Vue depuis le bas du tapis vert, sur le grand bassin et la grille, Villeneuve-le-Roi, vers 1710

Les vues panoramiques depuis la demi-lune au bas du jardin
Depuis cette demi-lune, le visiteur disposait d'une vue à 360 degrés assez spectaculaire, puisque du côté de la Seine, il pouvait découvrir la plaine de Villeneuve avec de nombreux villages dans le fond, dont Villeneuve-Saint-Georges. En se retournant vers le château, la monumentalité de la terrasse basse se révélait et donnait toute l'ampleur du site. 

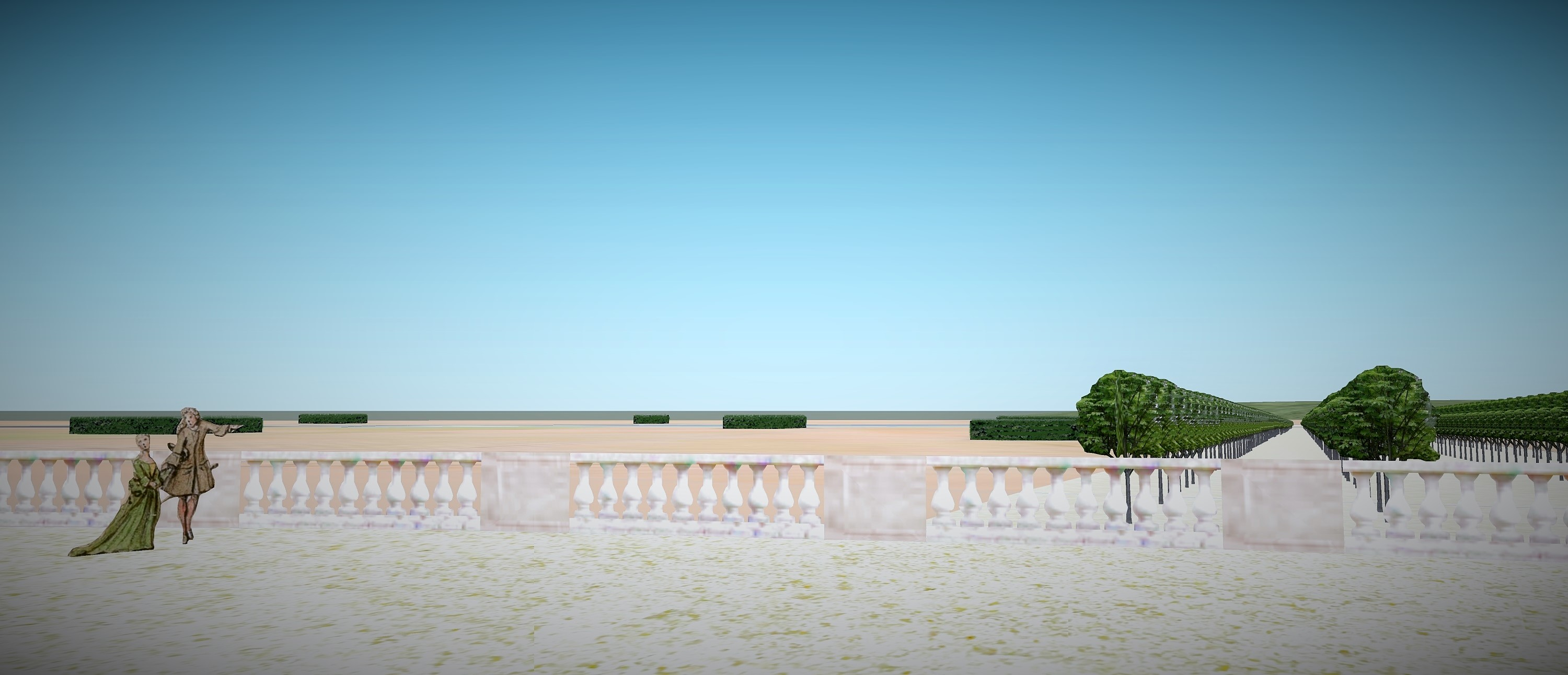
Vue panoramique (vers le nord) depuis la demi-lune à Villeneuve-le-Roi, vers 1710.
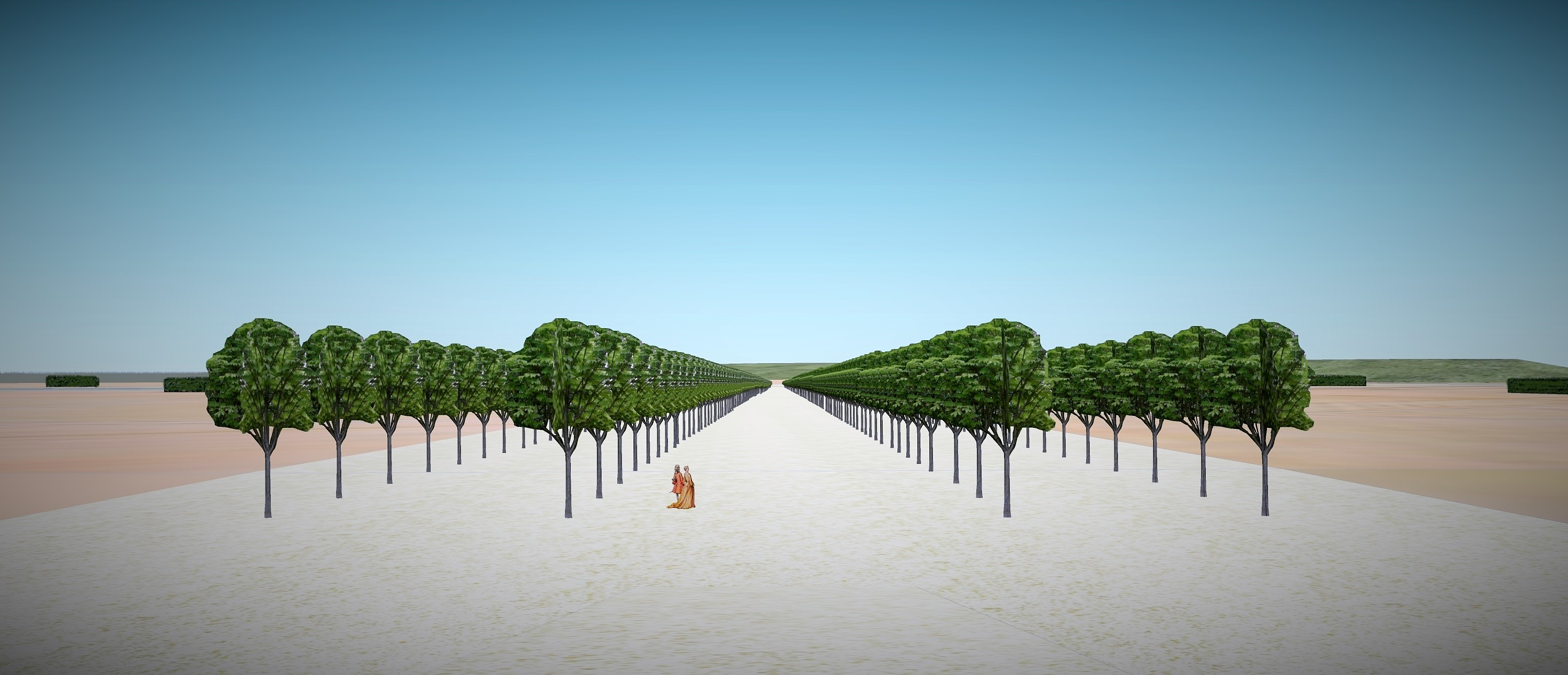
Vue sur l'allée basse qui rejoint la Seine à Villeneuve-le-Roi vers 1710.
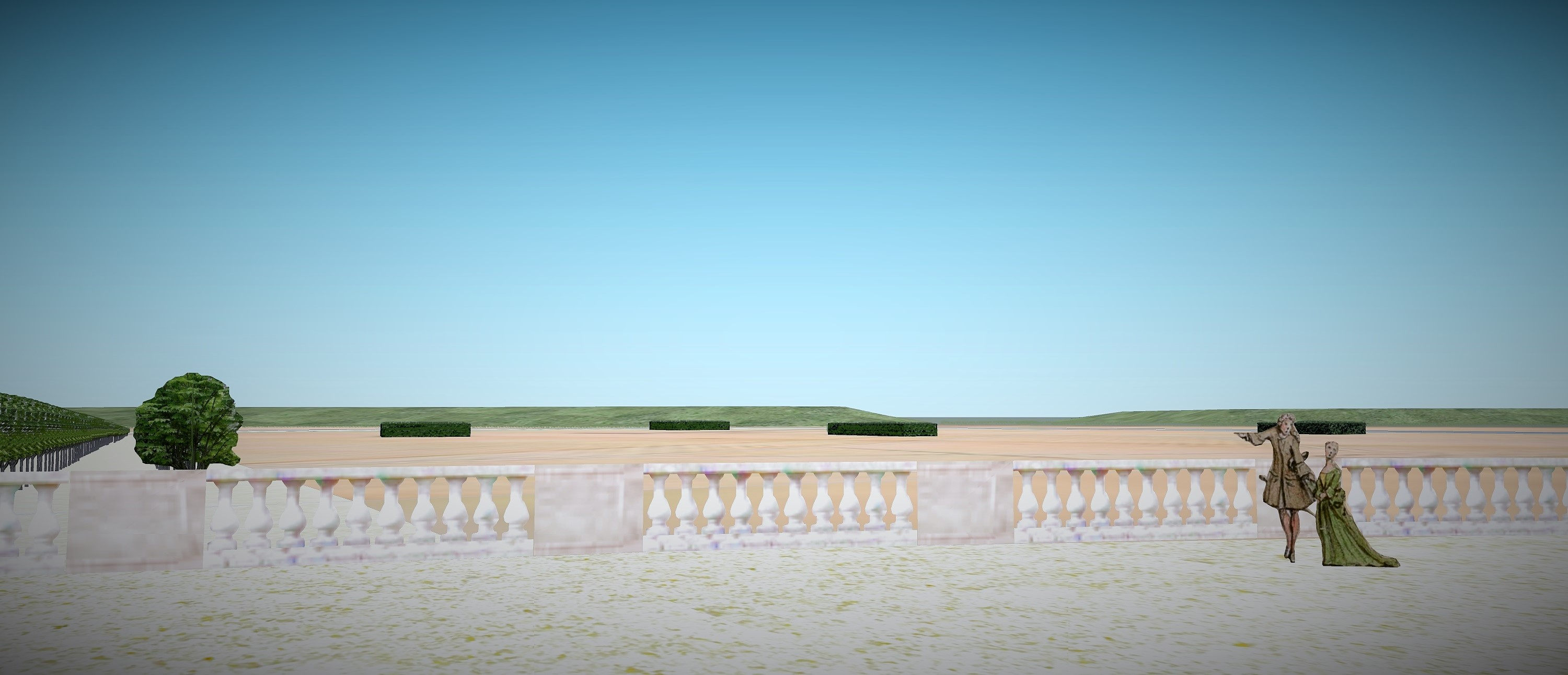
Vue panoramique (vers le sud) depuis la demi-lune à Villeneuve-le-Roi, vers 1710.

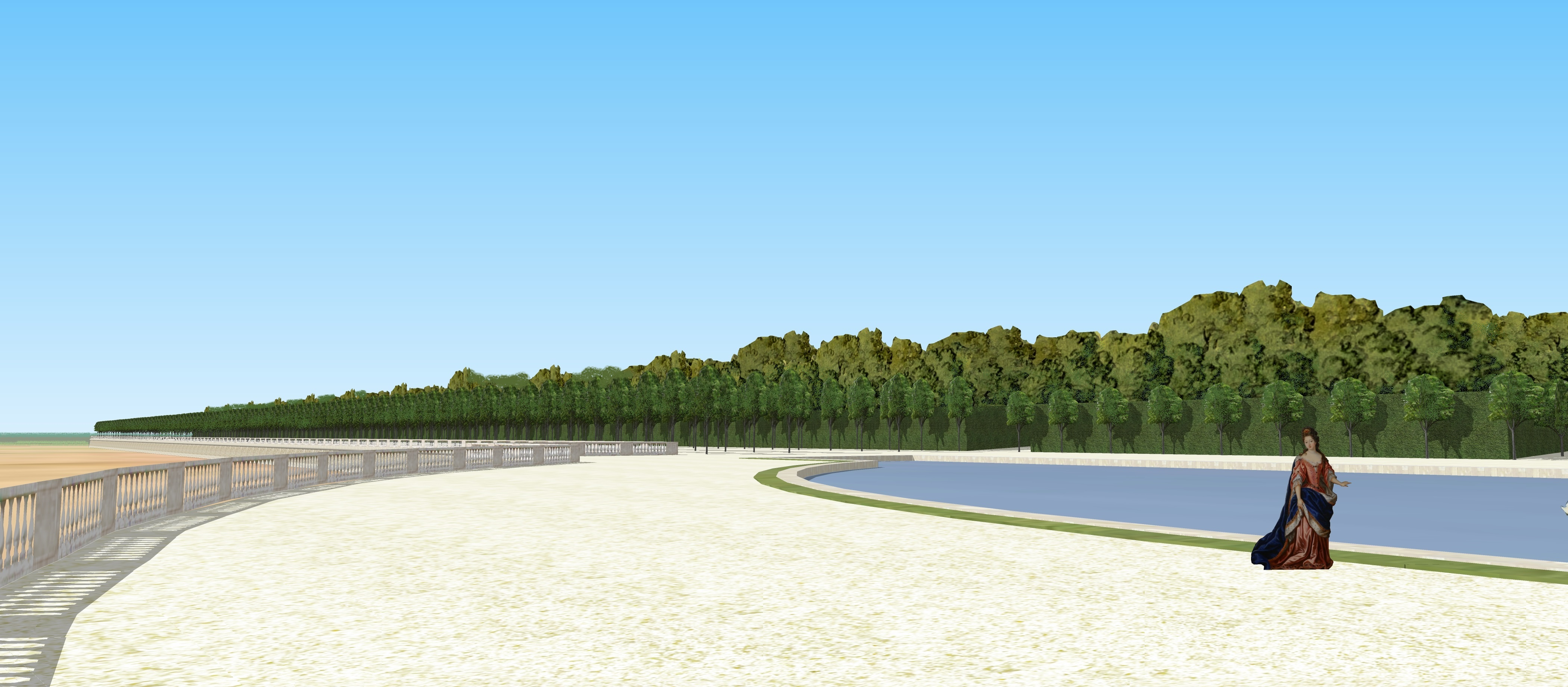
Vue panoramique (vers le sud) depuis la demi-lune de Villeneuve-le-Roi vers 1710.
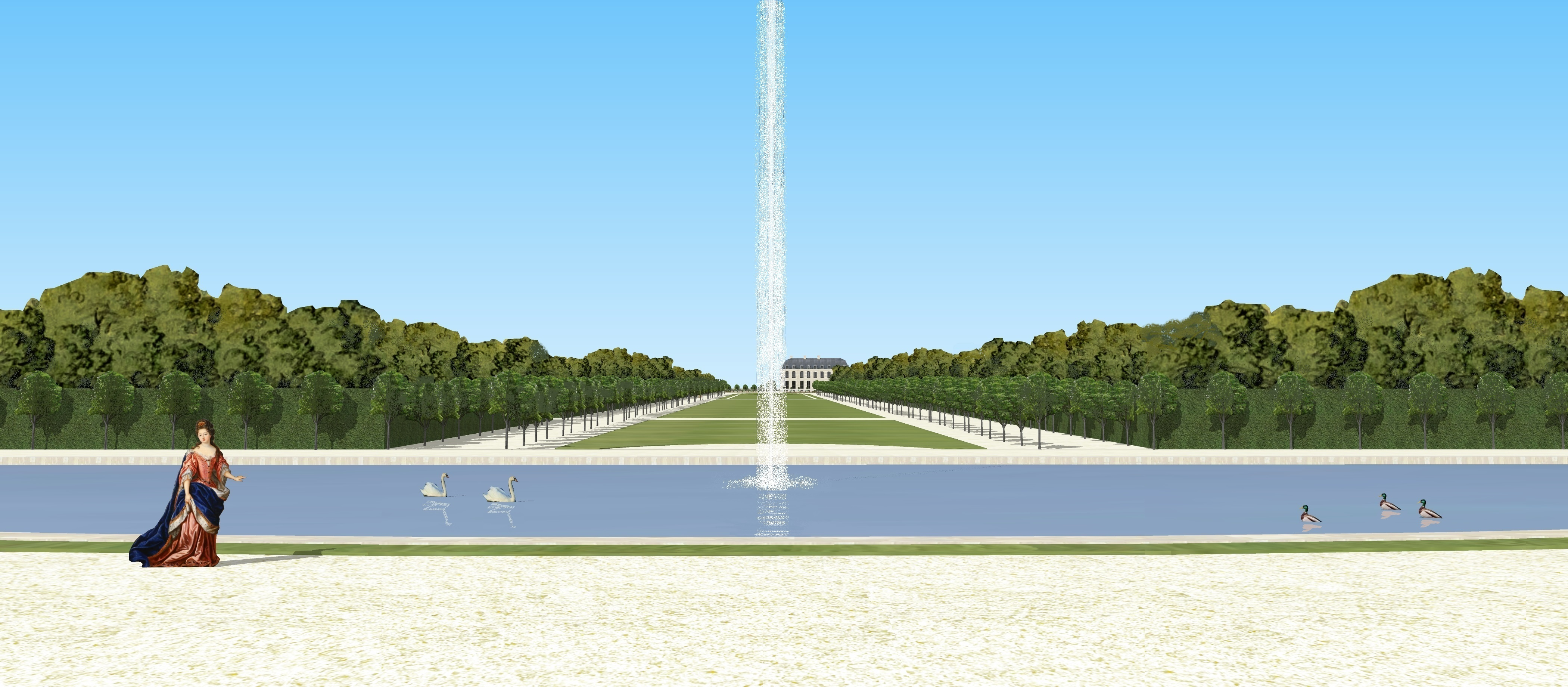
Vue depuis le bout de la perspective de Villeneuve-le-Roi, depuis la grille, en se retournant vers le château, vers 1710.
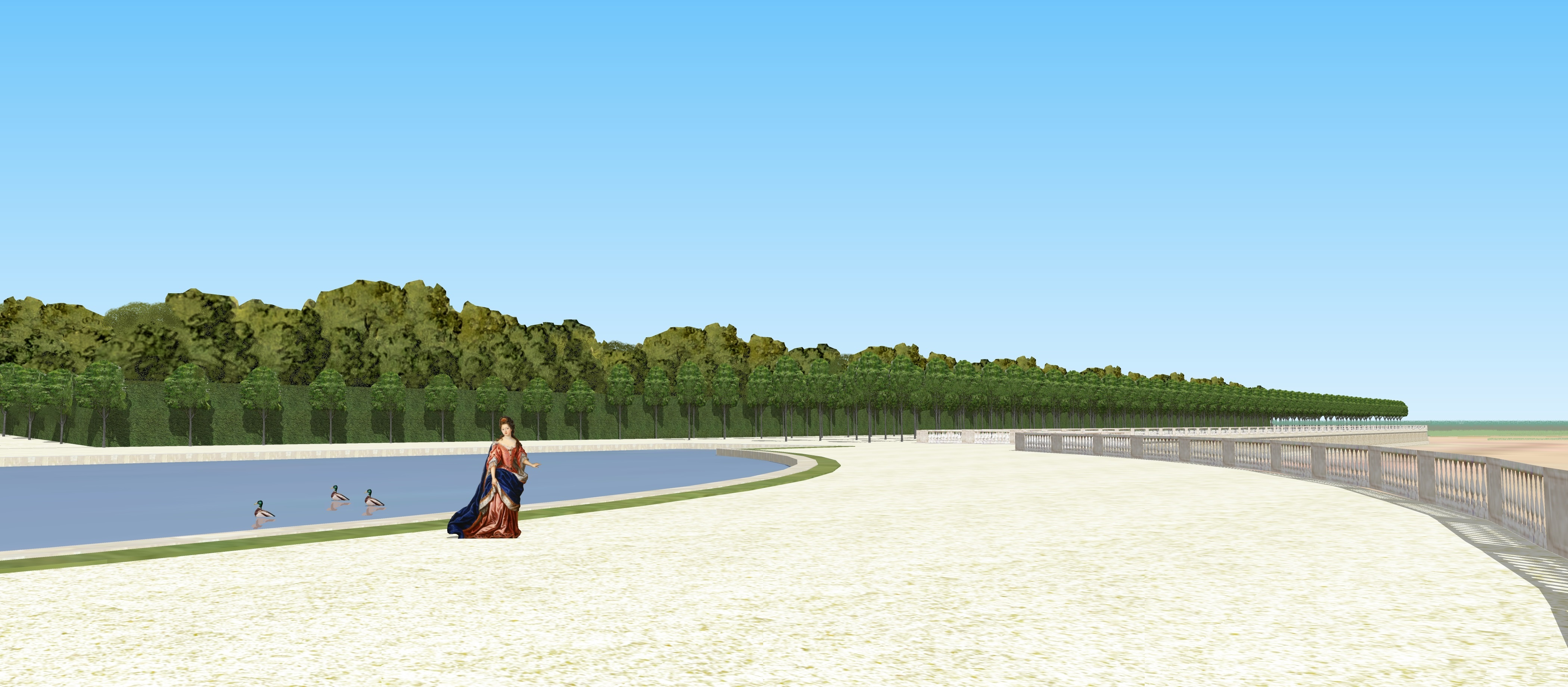
Vue panoramique (vers le nord) depuis la demi-lune de Villeneuve-le-Roi vers 1710.

Les vues en remontant l'axe de la perspective
Le promeneur qui remontait l'allée du Tapis vert découvrait la vue sur le bassin où se mirait le château. Il remontait ensuite par les rampes latérales pour rejoindre de nouveau le parterre. Durant toute cette remontée de l'axe du jardin, le petit pavillon situé près du château servait de point de fuite, axé sur la perspective. 

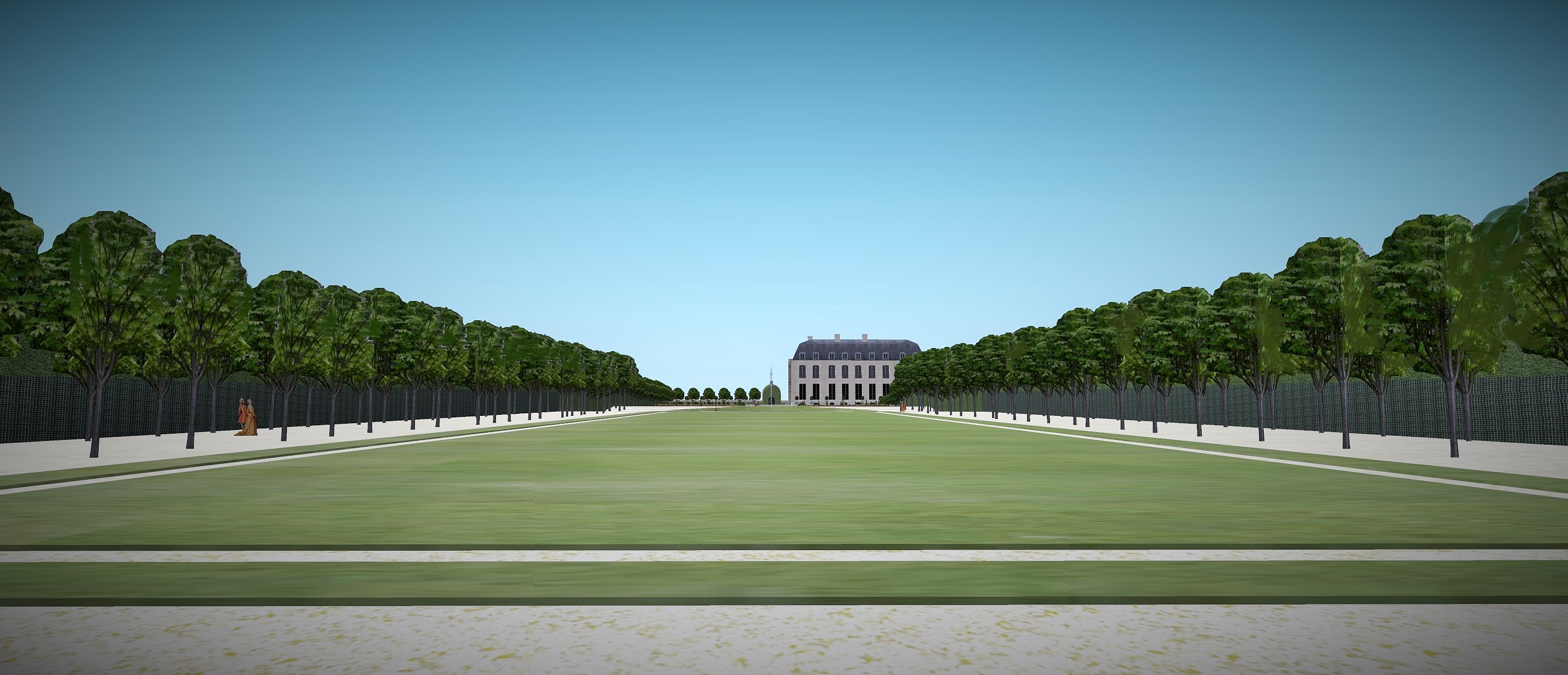
Vue depuis le tapis vert vers le château, en remontant, Villeneuve-le-Roi, vers 1710.
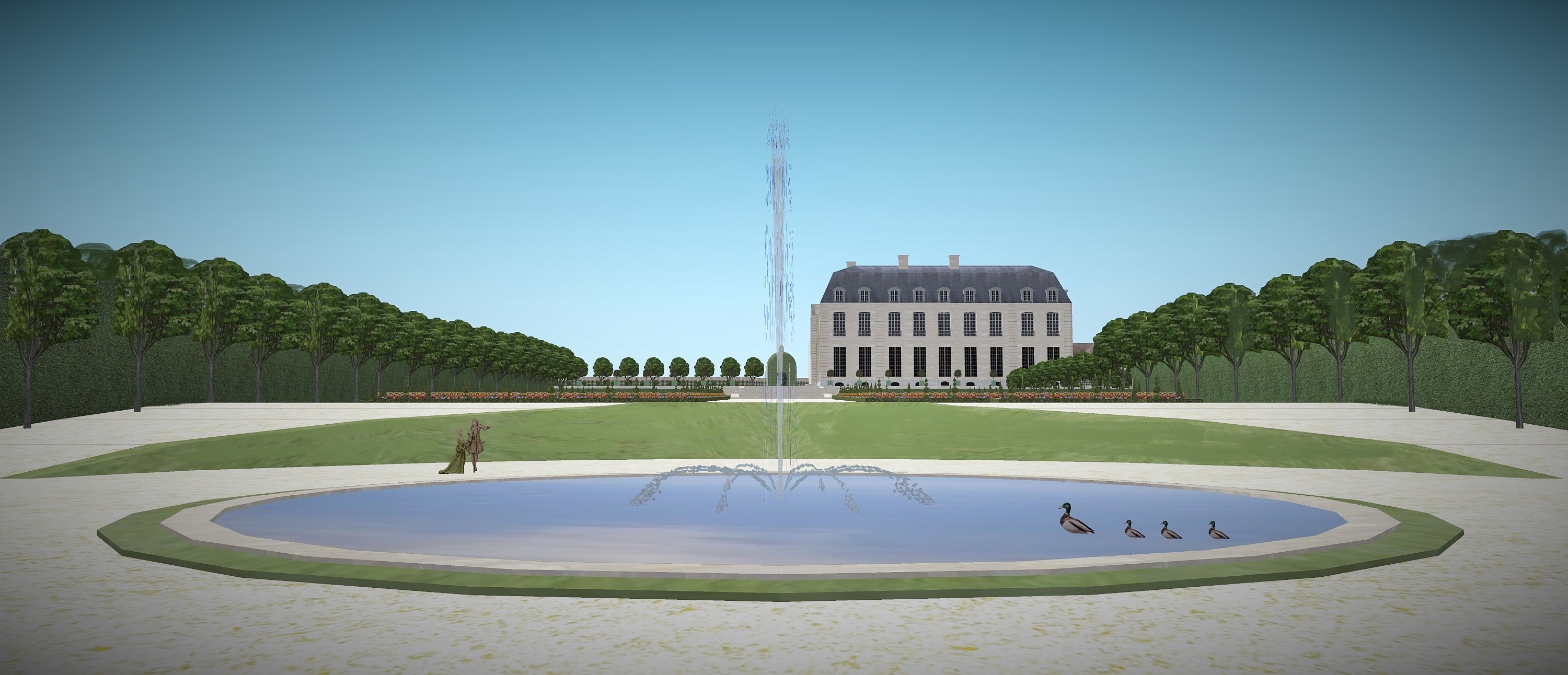
Vue depuis le bassin en remontant vers le château, Villeneuve-le-Roi, vers 1710.
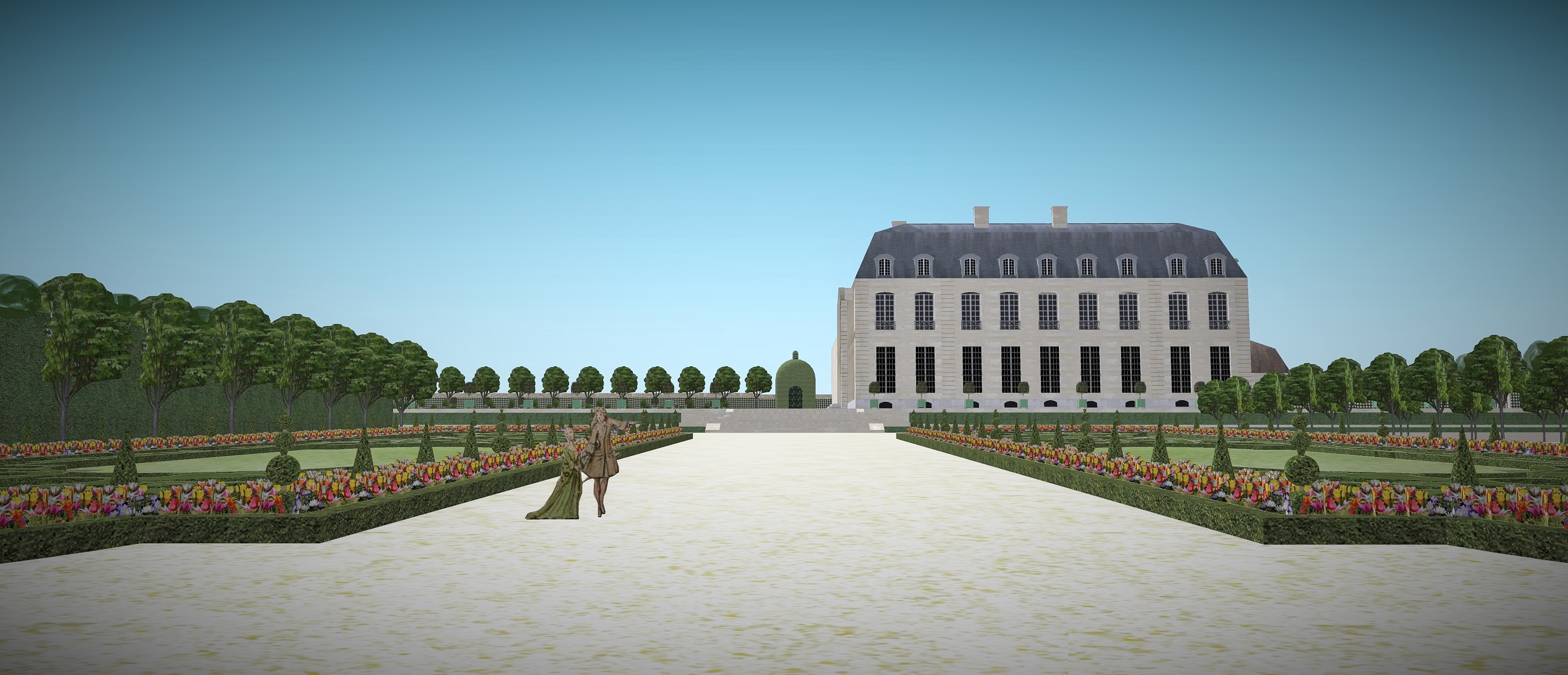
Vue depuis le parterre bas en remontant vers le château, Villeneuve-le-Roi, vers 1710.

##### Les autres parties du jardin: le boulingrin
Un superbe boulingrin fut aménagé entre les deux parterres de broderies du château, axé sur le bassin du parterre haut. Sa trouée centrale ouverte par une allée permettait de découvrir la Seine dans le fond, ce qui donnait à cette composition un caractère spectaculaire. La composition de cette partie du jardin pouvait rappeler le plan du château de Marly.

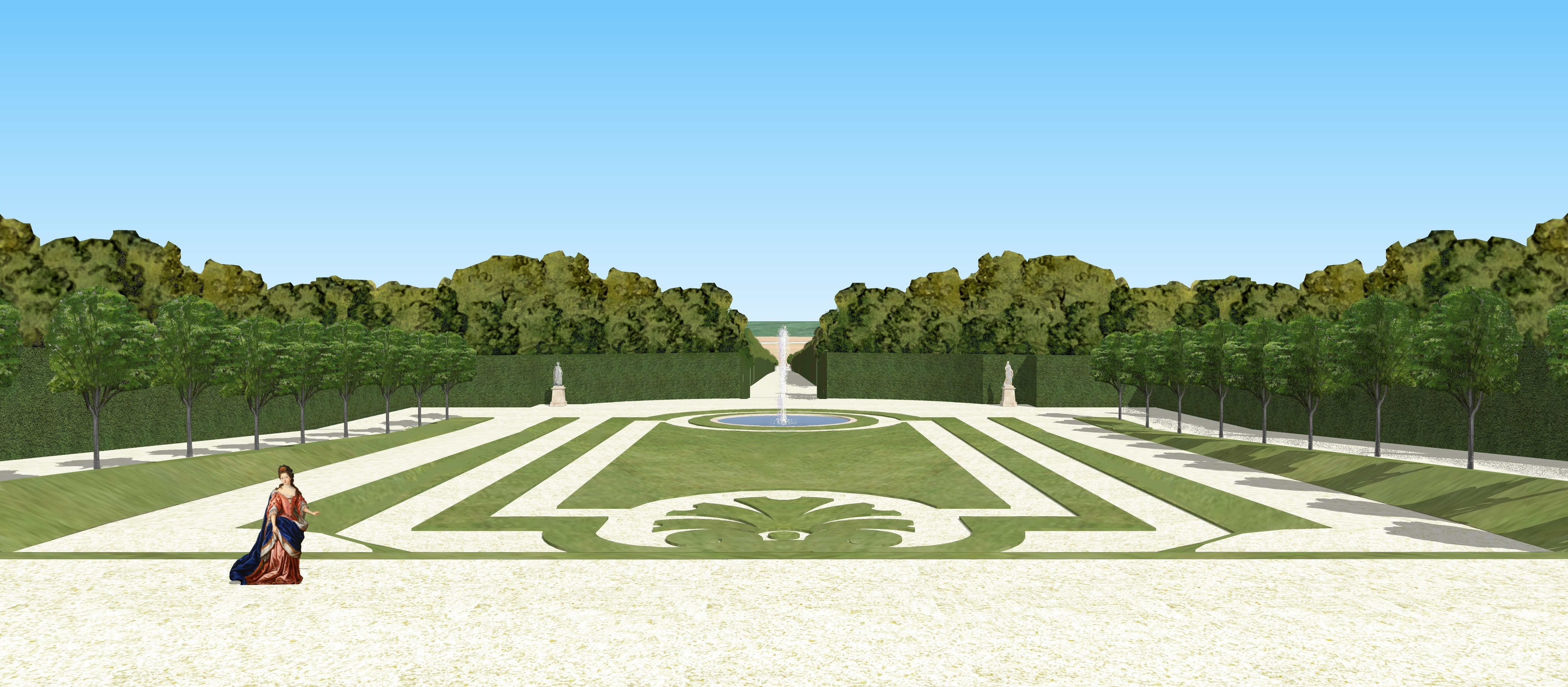
Vue sur le boulingrin de Villeneuve depuis la terrasse du château, vers 1710.
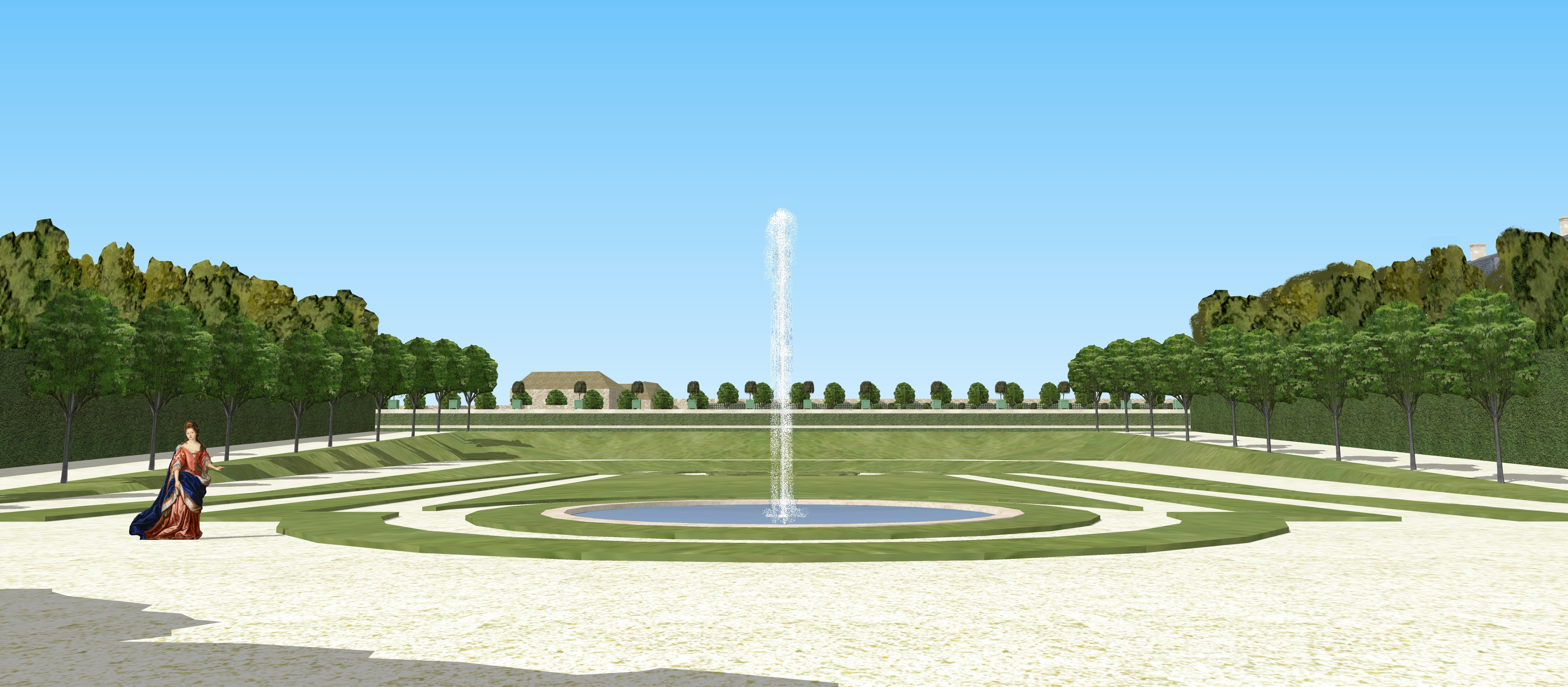
Vue depuis le bas du boulingrin sur les rampes de gazon et la terrasse du château, vers 1710
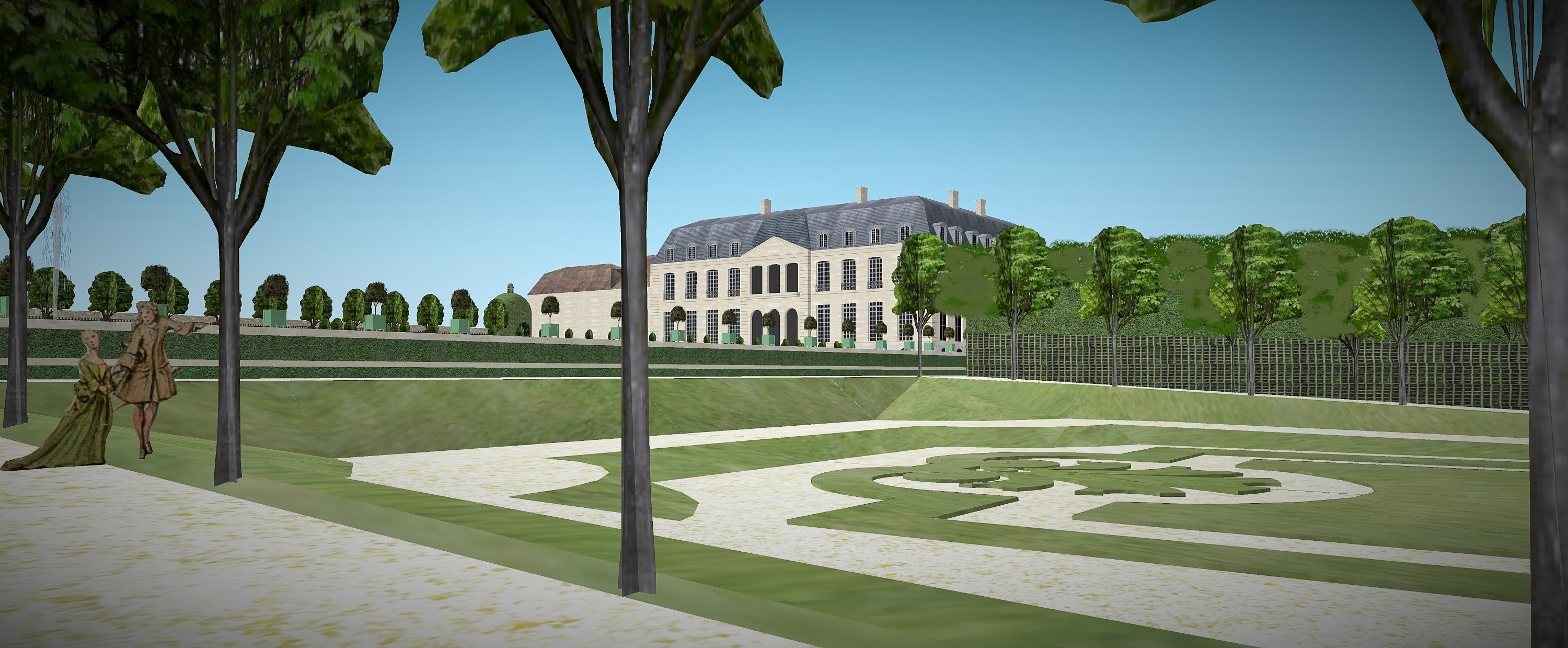
Vue du château de Villeneuve depuis le boulingrin, rampe sud, vers 1710

### Au XVIIIe siècle
En 1734, c'est Nicolas de Ségur qui devient le nouveau seigneur de Villeneuve-le-Roi jusqu'à ce que Louis XV décide de lui racheter ses terres pour agrandir son domaine de Choisy-le-Roi, domaine de chasse, et y établir une faisanderie. La seigneurie proprement dite est achetée en 1765 par Jacques-Alexandre Gautier de Vinfrais, Inspecteur général des chasses de la Varenne du Louvre et officier de la Maréchaussée.
Louis XVI viendra quelquefois chasser en ces lieux, jusqu'à la Révolution.

### Au XIXe siècle
La fin du XIXe siècle est marquée par une politique d'urbanisation ayant pour but d'attirer la population parisienne, qui achève de détruire le parc du château. 